# Altfrid Heger
Altfrid Heger (* 24. Januar 1958 in Essen) ist ein deutscher Unternehmer und ehemaliger Automobilrennfahrer.

## Karriere als Rennfahrer
Altfrid Heger begann seine professionelle Motorsportkarriere Anfang der 1980er Jahre. Von 1982 bis 1985 ging er bei einigen Rennen der Langstrecken-Weltmeisterschaft an den Start. Dazu gehörten auch die Teilnahmen am 24-Stunden-Rennen von Le Mans 1984 und 1985.
1985 und 1986 startete er in der Renault Alpine V6 Europe Markenmeisterschaft und erzielte dort in seiner zweiten Saison mit dem vierten Rang in der Gesamtwertung sein bestes Ergebnis.
Parallel fuhr er von 1984 bis 1987 in der Formel 3 und Formel 3000. In den ersten beiden Jahren startete er in den nationalen Meisterschaften in Großbritannien und Deutschland. 1985 trat er im Europäischen Formel-3-Cup an, den er mit dem 12. Platz beendete. Seine letzten beiden Jahre im Formelsport fuhr er in der Internationalen Formel-3000-Meisterschaft. Sein bestes Saisonergebnis im Formelsport, den siebten Platz, erzielte er 1985 mit einem Ralt RT3 in der Deutschen Formel-3-Meisterschaft.
Mit der Saison 1986 wechselte Heger in den Tourenwagensport und fuhr bis 1988 zunächst als BMW-Werksfahrer für Linder Rennsport und 1988 für Schnitzer Motorsport mit einem BMW 325i und ab 1987 mit einem BMW M3 in der Tourenwagen-Europameisterschaft. Mit dem Vize-Meistertitel 1987 erreichte er seine beste Saison-Platzierung in dieser Rennserie. In diesem Jahr fuhr er mit Winni Vogt ebenfalls in der Tourenwagen-Weltmeisterschaft und wurde 35. in der Gesamtwertung.
1986 mit einem BMW 635 CSi und 1988 mit einem BMW M3 konnte er mit seinem Team-Kollegen Dieter Quester jeweils zusammen das 24-Stunden-Rennen von Spa-Francorchamps gewinnen.
In den Jahren 1988 bis 1992 trat Altfrid Heger in der Deutschen Tourenwagen-Meisterschaft (DTM) mit einem BMW M3 und dessen Nachfolgern M3 Evo und M3 Sport Evolution an. Zunächst startete er für das Werksteam BMW M Team Linder und 1992 für das Werksteam BMW M Team Schnitzer. Seine besten DTM-Ergebnisse erreichte er mit einem achten Rang in der Jahreswertung jeweils von 1988 bis 1990.
Nach dem Rückzug von BMW aus der DTM fuhr er ab 1993 im Porsche Supercup und im Porsche Carrera Cup Deutschland. Das erste Jahr war zugleich auch seine beste Saison in den beiden Markenpokalen. Im Supercup wurde er Meister und im Carrera Cup Deutschland errang er den Vizemeister-Titel. Danach trat er nochmals 1996 und von 1998 bis 2000 im Supercup an.
Von 1994 bis 1997 fuhr Heger im Super-Tourenwagen-Cup (STW). In den ersten beiden Jahren startete er für das Team Schneider zunächst für BMW und dann für Audi. 1996 trat er für Peugeot und im Folgejahr für Honda an. Seine beste Platzierung war der vierte Rang 1994 mit einem BMW 318is.
Für das Team Roock Racing ging er 1996 mit einem Porsche 911 GT2 Evo (Typ 993) in der BPR Global GT Series an den Start. 1998 und 1999 startete er in der Nachfolgerennserie FIA-GT-Meisterschaft für das Team Konrad Motorsport.
Nach einer rund sechsjährigen Pause stieg Heger 2007 nochmals im professionellen Motorsport ein und fuhr in der neugegründeten ADAC GT Masters. Dort belegte er zum Saisonende den 14. Platz.
2010 startete er mit seinem eigenen Team Triple H Team Hegersport auf einem Maserati MC12 GT1 in der FIA-GT1-Weltmeisterschaft. Dort belegte den 17. Platz in der Gesamtwertung.
In seiner Rennfahrerkarriere ging Heger mehrmals beim 24-Stunden-Rennen auf dem Nürburgring an den Start. 1990 fuhr er zusammen mit Frank Schmickler und Joachim Winkelhock auf einem BMW M3 des Linder M Teams auf den ersten Platz. Diesen Erfolg konnte er 2000 zusammen mit seinen Fahrer-Kollegen Bernd Mayländer, Michael Bartels und Uwe Alzen auf einem Porsche 996 GT3-R wiederholen.
Von 2008 bis 2012 startete er ebenfalls beim 24-Stunden-Rennen. 2012 gewann er mit Wolfgang Kaufmann, Dieter Schornstein und Michael Küke auf einem Porsche 911 GT3 KR (Typ 997) von Kremer Racing den ersten Platz in der SP7-Wertung.

## Karriere als Unternehmer
Altfrid Heger gründete 2000 zusammen mit Christof Maischak die Motorsportagentur HEGERSPORT GmbH, deren Geschäftsführer beide sind. Im Auftrag von Porsche organisiert das Unternehmen seit 2004 den Porsche Sports Cup Deutschland und seit 2019 den Porsche Carrera Cup Deutschland.

## Statistik

### Le-Mans-Ergebnisse
| Jahr | Team         | Fahrzeug    | Teamkollege  | Teamkollege  | Platzierung | Ausfallgrund    |
| ---- | ------------ | ----------- | ------------ | ------------ | ----------- | --------------- |
| 1984 | Claude Haldi | Porsche 930 | Claude Haldi | Jean Krucker | Rang 16     |                 |
| 1985 | Claude Haldi | BMW M1      | Harald Grohs | Kurt König   | Ausfall     | Getriebeschaden |